# San Miguel Panán
San Miguel Panán – miejscowość na południowym zachodzie Gwatemali, w departamencie Suchitepéquez. Według danych szacunkowych z 2012 roku liczba mieszkańców wynosiła 2 572 osób. 
San Miguel Panán leży około 18 km na wschód od stolicy departamentu – miasta Mazatenango, nad rzeką Río Panán. Miejscowość leży na wysokości 350 metrów nad poziomem morza, w pobliżu wulkanu San Pedro, w górach Sierra Madre de Chiapas. 

## Gmina San Miguel Panán
Miejscowość jest także siedzibą władz gminy o tej samej nazwie, która jest jedną z dwudziestu gmin w departamencie. W 2013 roku gmina liczyła 8 641 mieszkańców. Gmina jak na warunki Gwatemali jest mała, a jej powierzchnia obejmuje 40 km². Gmina jest zamieszkała przez ludność posługującą się na co dzień językiem kicze.
Klimat gminy jest równikowy, według klasyfikacji Köppena, należy do klimatów tropikalnych monsunowych (Am), z wyraźną porą deszczową występującą od maja do października.